# Leptolepida varians
Leptolepida varians är en fjärilsart som beskrevs av Sergius G. Kiriakoff 1962. Leptolepida varians ingår i släktet Leptolepida och familjen tandspinnare. Inga underarter finns listade i Catalogue of Life.